# Ute Noack
Ute Noack (Berlín, Alemania, 17 de enero de 1943) es una nadadora retirada especializada en pruebas de estilo mariposa. Fue subcampeona de Europa en 100 metros mariposa durante el Campeonato Europeo de Natación de 1962.

## Palmarés internacional
| Campeonato Europeo de Natación | Campeonato Europeo de Natación | Campeonato Europeo de Natación | Campeonato Europeo de Natación |
| Año                            | Lugar                          | Medalla                        | Prueba                         |
| ------------------------------ | ------------------------------ | ------------------------------ | ------------------------------ |
| 1962                           | Leipzig ( Alemania)            | Medalla de plata               | 100 m mariposa                 |
| 1962                           | Leipzig ( Alemania)            | Medalla de oro                 | 4 × 100 m estilos              |